# Gheorghe Păun
Gheorghe Păun (Cicăneşti, 6 de dezembro de 1950) é um informático romeno.
Păun estudou matemática na Universidade de Bucareste, onde obteve o mestrado em 1974 e o doutorado em 1977. Pesquisador do Instituto de Matemática da Academia Romena desde 1990. Foi eleito membro da Academia Europaea em 2006.